# Unione Sportiva Città di Pontedera 2024-2025
Questa voce raccoglie le informazioni riguardanti l'Unione Sportiva Città di Pontedera nelle competizioni ufficiali della stagione 2024-2025.

## Divise e sponsor
Il fornitore tecnico per la stagione 2024-25 è Erreà.
| Casa | Trasferta | Terza divisa |

## Rosa
| N. |                    | Ruolo | Calciatore            |
| -- | ------------------ | ----- | --------------------- |
| 1  | Italia (bandiera)  | P     | Simone Calvani        |
| 2  | Italia (bandiera)  | D     | Lorenzo Gagliardi     |
| 3  | Italia (bandiera)  | D     | Filippo Maggini       |
| 4  | Italia (bandiera)  | C     | Federico Marrone      |
| 5  | Italia (bandiera)  | D     | Riccardo Martinelli   |
| 6  | Italia (bandiera)  | D     | Mattia Pretato        |
| 7  | Italia (bandiera)  | C     | Michele Ambrosini     |
| 7  | Italia (bandiera)  | C     | Francesco Migliardi   |
| 8  | Belgio (bandiera)  | C     | Kenneth Van Ransbeeck |
| 9  | Camerun (bandiera) | A     | Jonathan Italeng      |
| 10 | Italia (bandiera)  | A     | Daniele Ragatzu       |
| 11 | Italia (bandiera)  | A     | Simone Ianesi         |
| 11 | Italia (bandiera)  | A     | Mattia Gaddini        |
| 12 | Italia (bandiera)  | P     | Elia Tantalocchi      |
| 13 | Italia (bandiera)  | C     | Jacopo Scaccabarozzi  |
| 14 | Italia (bandiera)  | A     | Giacomo Corona        |

| N. |                      | Ruolo | Calciatore                |
| -- | -------------------- | ----- | ------------------------- |
| 15 | Italia (bandiera)    | A     | Mirco Lipari              |
| 16 | Italia (bandiera)    | C     | Mattia Sala               |
| 17 | Italia (bandiera)    | A     | Pablo Vitali              |
| 18 | Italia (bandiera)    | D     | Matteo Guidi              |
| 19 | Argentina (bandiera) | D     | Marcos Espeche (capitano) |
| 20 | Italia (bandiera)    | D     | Alessio Sarpa             |
| 21 | Italia (bandiera)    | C     | Gabriele Peretta          |
| 23 | Italia (bandiera)    | D     | Cristian Cerretti         |
| 24 | Italia (bandiera)    | C     | Andrea Coviello           |
| 25 | Italia (bandiera)    | C     | Niccolò Pietra            |
| 27 | Italia (bandiera)    | C     | Riccardo Ladinetti        |
| 28 | Italia (bandiera)    | C     | Filippo Maiello           |
| 29 | Italia (bandiera)    | D     | Andrea Moretti            |
| 30 | Italia (bandiera)    | P     | Niccolò Vivoli            |
| 37 | Italia (bandiera)    | P     | Marco Vanzini             |

## Calciomercato

### Sessione estiva(dall'1/7 all'31/8)
| Acquisti | Acquisti              | Acquisti    | Acquisti      |
| R.       | Nome                  | da          | Modalità      |
| -------- | --------------------- | ----------- | ------------- |
| P        | Simone Calvani        | Genoa       | prestito      |
| P        | Elia Tantalocchi      | Sampdoria   | prestito      |
| C        | Jacopo Ciofi          | Montevarchi | fine prestito |
| C        | Riccardo Ladinetti    | Catania     | svincolato    |
| C        | Niccolò Pietra        | Spezia      | svincolato    |
| C        | Mattia Sala           | Pisa        | prestito      |
| C        | Alessio Sarpa         | Genoa       | prestito      |
| C        | Kenneth Van Ransbeeck | Legnago     | svincolato    |
| A        | Giacomo Corona        | Palermo     | prestito      |
| A        | Jonathan Italeng      | Atalanta    | prestito      |
| A        | Luca Paudice          | Renate      | fine prestito |
| A        | Daniele Ragatzu       | Olbia       | svincolato    |

| Cessioni | Cessioni              | Cessioni             | Cessioni      |
| R.       | Nome                  | a                    | Modalità      |
| -------- | --------------------- | -------------------- | ------------- |
| P        | Daniele Cagnina       | Bagheria             | definitivo    |
| P        | Giuseppe Ciocci       | Cagliari             | fine prestito |
| P        | Luca Lewis            | Cesena               | fine prestito |
| P        | Giuseppe Stancampiano |                      | svincolato    |
| D        | Samuele Angori        | Empoli               | fine prestito |
| D        | Gabriele Calvani      | Genoa                | fine prestito |
| C        | Giacomo Benedetti     | Arzignano Valchiampo | svincolato    |
| C        | Jacopo Ciofi          | Montevarchi          | svincolato    |
| C        | Isaías Delpupo        | Cagliari             | fine prestito |
| C        | Lorenzo Ignacchiti    | Empoli               | fine prestito |
| C        | Alessandro Lombardi   | Rimini               | fine prestito |
| C        | Alessio Provenzano    | Nocerina             | svincolato    |
| A        | Simone Ganz           | Novara               | svincolato    |
| A        | Luca Paudice          |                      | svincolato    |
| A        | Lorenzo Peli          | Atalanta             | fine prestito |
| A        | Andrea Salvadori      | Poggibonsi           | prestito      |
| A        | Gabriele Selleri      | Potenza              | definitivo    |

### Sessione invernale(dal 3/1 al 31/1)
| Acquisti | Acquisti             | Acquisti   | Acquisti   |
| R.       | Nome                 | da         | Modalità   |
| -------- | -------------------- | ---------- | ---------- |
| D        | Francesco Migliardi  | Novara     | svincolato |
| D        | Andrea Moretti       | Triestina  | prestito   |
| C        | Jacopo Scaccabarozzi | Turris     | svincolato |
| A        | Mattia Gaddini       | Arezzo     | prestito   |
| A        | Mirco Lipari         | Lumezzane  | prestito   |
| A        | Pablo Vitali         | AZ Picerno | svincolato |

| Cessioni | Cessioni          | Cessioni    | Cessioni      |
| R.       | Nome              | a           | Modalità      |
| -------- | ----------------- | ----------- | ------------- |
| D        | Lorenzo Gagliardi | Genoa       | fine prestito |
| C        | Michele Ambrosini | AlbinoLeffe | svincolato    |
| C        | Federico Marrone  |             | svincolato    |
| A        | Simone Ianesi     | Milan       | prestito      |
| A        | Daniele Ragatzu   | Olbia       | svincolato    |

## Risultati

### Serie C

#### Girone d'andata
| Arbitro: | Di Loreto (Terni) |

|                            |           |                                                |
| Svidercoschi 16’ Rossi 19’ | Marcatori | 45+1’ Ambrosini 74’ Van Ransbeeck 90’ Perretta |

| Arbitro: | Burlando (Genova) |

|               |           |                                 |
| Italeng 90+1’ | Marcatori | 65’ (rig.) Cicerelli 89’ Cianci |

| Arbitro: | Frasynyak (Gallarate) |

|                                                |           |           |
| Italeng 34’ Ianesi 37’, 77’ Pittino 70’ (aut.) | Marcatori | 15’ Conti |

| Arbitro: | Viapiana (Catanzaro) |

|                          |           |  |
| Di Paola 65’ Palomba 73’ | Marcatori |  |

| Arbitro: | Cappai (Cagliari) |

|  |           |              |
|  | Marcatori | 81’ Ogunseye |

| Arbitro: | Striamo (Salerno) |

|                |           |            |
| Bruzzaniti 67’ | Marcatori | 5’ Italeng |

| Arbitro: | Mastrodomenico (Matera) |

|             |           |                          |
| Pretato 36’ | Marcatori | 30’ Forte 85’ Di Stefano |

| Arbitro: | Gemelli (Messina) |

|                      |           |             |
| Tcheuna 4’ Gerbi 77’ | Marcatori | 75’ Italeng |

| Arbitro: | Dini (Città di Castello) |

|                              |           |                                |
| Ianesi 23’ Corona 50’ (rig.) | Marcatori | 45+2’, 73’ Diakité 52’ Mastinu |

| Arbitro: | Gasperotti (Rovereto) |

|  |           |            |
|  | Marcatori | 24’ Ianesi |

| Arbitro: | Grasso (Ariano Irpino) |

|  |           |              |
|  | Marcatori | 20’ Di Mario |

| Arbitro: | Luongo (Frattamaggiore) |

|                                  |           |            |
| Merola 39’ (rig.) De Marco 90+6’ | Marcatori | 68’ Pietra |

| Arbitro: | Rispoli (Locri) |

|             |           |             |
| Italeng 27’ | Marcatori | 34’ Jiménez |

| Arbitro: | Pizzi (Bergamo) |

|             |           |                |
| Corazza 62’ | Marcatori | 30’ Martinelli |

| Arbitro: | Cerbasi (Arezzo) |

|            |           |                              |
| Corona 17’ | Marcatori | 10’ Mignani 21’ Mastropietro |

| Arbitro: | Marotta (Sapri) |

|                          |           |             |
| Magnaghi 7’ Saporiti 67’ | Marcatori | 40’ Italeng |

| Arbitro: | Milone (Taurianova) |

|                                                              |           |              |
| Pietra 15’ Pretato 50’ Cerretti 63’ Ianesi 73’ Ladinetti 88’ | Marcatori | 86’ D'Orazio |

| Arbitro: | Recchia (Brindisi) |

|                                                         |           |             |
| Parigi 12’ (rig.) Garetto 37’, 76’ Falbo 40’ Cioffi 66’ | Marcatori | 64’ Pretato |

| Arbitro: | Tropiano (Bari) |

|                         |           |               |
| Italeng 17’ (rig.), 47’ | Marcatori | 71’ Montevago |

#### Girone di ritorno
| Pontedera 20 dicembre 2024, ore 20:30 CET 20ª giornata | Pontedera          | 0 – 0 referto | Legnago | Stadio Ettore Mannucci (448 spett.)\| Arbitro: \| Iannello (Messina) \| |
| Arbitro:                                               | Iannello (Messina) |               |         |                                                                         |

| Terni 6 gennaio 2025, ore 17:30 CET 21ª giornata | Ternana                | 0 – 0 referto | Pontedera | Stadio Libero Liberati (4 447 spett.)\| Arbitro: \| Grasso (Ariano Irpino) \| |
| Arbitro:                                         | Grasso (Ariano Irpino) |               |           |                                                                               |

| Arbitro: | Gangi (Enna) |

|  |           |            |
|  | Marcatori | 69’ Ianesi |

| Arbitro: | Peletti (Crema) |

|  |           |            |
|  | Marcatori | 6’ Palomba |

| Arbitro: | Gemelli (Messina) |

|                             |           |                                         |
| Guccione 84’ Pattarello 89’ | Marcatori | 2’ Moretti 66’ Cerretti 73’, 82’ Vitali |

| Arbitro: | Drigo (Portogruaro) |

|                                            |           |                         |
| Vitali 35’ Corona 37’ Ladinetti 76’ (rig.) | Marcatori | 10’ Gambale 74’ Fabrizi |

| Arbitro: | Burlando (Genova) |

|  |           |                       |
|  | Marcatori | 30’ Sala 90+5’ Corona |

| Arbitro: | Esposito (Napoli) |

|  |           |                         |
|  | Marcatori | 16’ Fossati 74’ Cortesi |

| Arbitro: | Gavini (Aprilia) |

|             |           |  |
| Carboni 43’ | Marcatori |  |

| Arbitro: | Gangi (Enna) |

|                        |           |             |
| Vitali 16’ Italeng 20’ | Marcatori | 90+3’ Spina |

| Arbitro: | Vogliacco (Bari) |

|                                     |           |            |
| Portanova 8’ Franzoni 14’ Karić 27’ | Marcatori | 86’ Lipari |

## Statistiche

### Statistiche di squadra
| Competizione         | Punti | In casa | In casa | In casa | In casa | In casa | In casa | In trasferta | In trasferta | In trasferta | In trasferta | In trasferta | In trasferta | Totale | Totale | Totale | Totale | Totale | Totale | DR |
| Competizione         | Punti | G       | V       | N       | P       | Gf      | Gs      | G            | V            | N            | P            | Gf           | Gs           | G      | V      | N      | P      | Gf     | Gs     | DR |
| -------------------- | ----- | ------- | ------- | ------- | ------- | ------- | ------- | ------------ | ------------ | ------------ | ------------ | ------------ | ------------ | ------ | ------ | ------ | ------ | ------ | ------ | -- |
| Serie C              | 48    | 19      | 7       | 4       | 8       | 31      | 26      | 19           | 6            | 5            | 8            | 23           | 28           | 38     | 13     | 9      | 16     | 54     | 54     | 0  |
| Play-off             | -     | 0       | 0       | 0       | 0       | 0       | 0       | 1            | 0            | 1            | 0            | 1            | 1            | 1      | 0      | 1      | 0      | 1      | 1      | 0  |
| Coppa Italia Serie C | -     | 1       | 1       | 0       | 0       | 1       | 0       | 1            | 0            | 1            | 0            | 1            | 1            | 2      | 1      | 1      | 0      | 2      | 1      | +1 |
| Totale               | 48    | 20      | 8       | 4       | 8       | 32      | 26      | 21           | 6            | 7            | 8            | 25           | 30           | 41     | 14     | 11     | 16     | 57     | 56     | +1 |

### Andamento in campionato
| Giornata  | 1 | 2 | 3 | 4 | 5  | 6  | 7  | 8  | 9  | 10 | 11 | 12 | 13 | 14 | 15 | 16 | 17 | 18 | 19 | 20 | 21 | 22 | 23 | 24 | 25 | 26 | 27 | 28 | 29 | 30 | 31 | 32 | 33 | 34 | 35 | 36 | 37 | 38 |
| --------- | - | - | - | - | -- | -- | -- | -- | -- | -- | -- | -- | -- | -- | -- | -- | -- | -- | -- | -- | -- | -- | -- | -- | -- | -- | -- | -- | -- | -- | -- | -- | -- | -- | -- | -- | -- | -- |
| Luogo     | T | C | C | T | C  | T  | C  | T  | C  | T  | C  | T  | C  | T  | C  | T  | C  | T  | C  | C  | T  | T  | C  | T  | C  | T  | C  | T  | C  | T  | C  | T  | C  | T  | C  | T  | C  | T  |
| Risultato | V | P | V | P | P  | N  | P  | P  | P  | V  | N  | P  | N  | N  | P  | P  | V  | P  | V  | N  | N  | V  | P  | V  | V  | V  | P  | P  | V  | P  | P  | N  | N  | V  | V  | N  | V  | P  |
| Posizione | 2 | 8 | 4 | 8 | 11 | 10 | 12 | 15 | 16 | 13 | 12 | 14 | 14 | 14 | 15 | 16 | 16 | 16 | 15 | 15 | 15 | 15 | 15 | 15 | 11 | 10 | 11 | 11 | 10 | 12 | 14 | 13 | 14 | 12 | 11 | 10 | 10 | 10 |

Legenda:

Luogo: C = Casa; T = Trasferta. Risultato: V = Vittoria; N = Pareggio; P = Sconfitta.